# Alejandra (film)
Pour les articles homonymes, voir Alexandra.
Pour plus de détails, voir Fiche technique et Distribution.
Alejandra est un film argentin réalisé par Carlos Schlieper, sorti en 1956.

## Fiche technique
- Titre : Alejandra
- Réalisation : Carlos Schlieper
- Scénario : Carlos Schlieper d'après la pièce de Georges Feydeau et Alexandre Bisson
- Photographie : Antonio Merayo
- Musique : Juan Ehlert
- Pays d'origine : Argentine
- Format : Noir et blanc - Mono
- Genre : comédie
- Date de sortie : 1956

## Distribution
- Delia Garcés
- Georges Rivière
- Nélida Romero
- Manuel Perales